# Perspectiva dimètrica

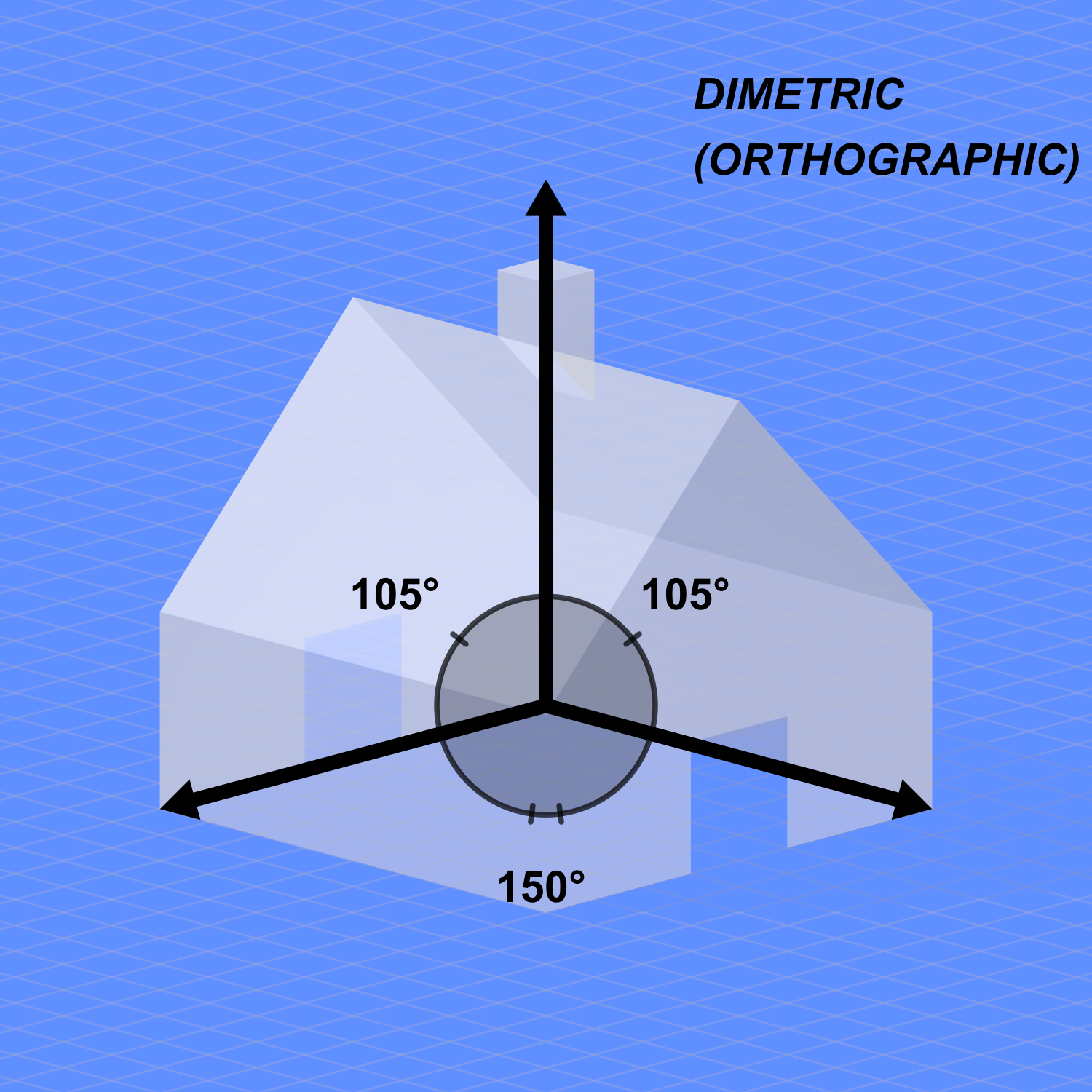
Els tres eixos ortogonals de la perspectiva dimètrica

La perspectiva dimètrica és una eina del dibuix tècnic, utilitzada per representar figures, que forma part, alhora, de l'axometria.
|  |

## Eixos del dibuix i escala
Els tres eixos principals (ortogonals) que s'utilitzen per al traçat del dibuix tenen dos angles amb la mateixa amplada i el tercer d'amplada diferent. Els angles més usuals per a aquesta perspectiva són 105° i 150°.
La construcció de l'escala gràfica és similar a la de la projecció isomètrica, però s'han de traçar les escales dels coeficients de reducció dels dos eixos horitzontals.
S'utilitza habitualment aquesta perspectiva o projecció per representar peces més llargues que amples i altes.
|  |  |  |

## Perspectiva dimètrica
En la perspectiva dimètrica, els angles formats entre dos eixos han de ser iguals i l'altre diferent, els angles iguals poden tenir qualsevol valor. Tot i que el més habitual és que l'eix z es traci verticalment i els angles iguals siguin formats entre l'eix z i el x i y.
|  |  |  |

A mesura que l'angle format entre els eixos x i y augmenta, la figura es gira progressivament cap a dalt, conservant la simetria vertical. Si l'angle entre x i y és de 120 graus, la perspectiva és la isomètrica, amb els tres angles iguals.

## Classificació general
|  | Isomètrica (tres angles iguals (120º), coef. de reducció iguals) |
|  |                                                                  |
|  | Dimètrica (dos angles iguals, dos coeficients diferents)         |
|  |                                                                  |
|  | Trimètrica (tres angles i coeficients diferents)                 |
|  |                                                                  |

|  | Cavallera |
|  |           |
|  | Militar   |
|  |           |

|  | Isomètrica (tres angles iguals (120º), coef. de reducció iguals) |
|  |                                                                  |
|  | Dimètrica (dos angles iguals, dos coeficients diferents)         |
|  |                                                                  |
|  | Trimètrica (tres angles i coeficients diferents)                 |
|  |                                                                  |

|  | Cavallera |
|  |           |
|  | Militar   |
|  |           |

|  | Isomètrica (tres angles iguals (120º), coef. de reducció iguals) |
|  |                                                                  |
|  | Dimètrica (dos angles iguals, dos coeficients diferents)         |
|  |                                                                  |
|  | Trimètrica (tres angles i coeficients diferents)                 |
|  |                                                                  |

|  | Cavallera |
|  |           |
|  | Militar   |
|  |           |

|  | Isomètrica (tres angles iguals (120º), coef. de reducció iguals) |
|  |                                                                  |
|  | Dimètrica (dos angles iguals, dos coeficients diferents)         |
|  |                                                                  |
|  | Trimètrica (tres angles i coeficients diferents)                 |
|  |                                                                  |

|  | Cavallera |
|  |           |
|  | Militar   |
|  |           |